# Prealpes Ligures
Los Prealpes Ligures (en italiano, Prealpi Liguri) son un grupo montañoso perteneciente a los Alpes Ligures. La cima principal es el Monte Armetta que alcanza los 1.739 m s. n. m.
Se encuentran en el límite entre la región del Piamonte (Provincia de Cuneo) y la región de Liguria (provincias de Savona y Imperia).
Los Prealpes Ligures se separan, a su vez, en los Alpes del Marguareis (la otra subsección de los Alpes Ligures) por el puerto de Nava.

## Clasificación
Según la SOIUSA, los Prealpes Ligures son una subsección alpina con la siguiente clasificación:
- Gran parte = Alpes occidentales
- Gran sector = Alpes del sudoeste
- Sección = Alpes Ligures
- Subsección = Prealpes Ligures
- Código = I/A-1.I

## Delimitación
Girando en el sentido de las agujas del reloj, los límites geográficos de los Prealpes Ligures son: puerto de Nava (Colle di Nava), río Tanaro, torrente Cevetta, Bocchetta di Altare, torrente Lavanestro, Savona, mar de Liguria, Albenga, Valle Arroscia, puerto de Nava.

## Subdivisión
Los Prealpes Ligures se subdividen en un supergrupo, tres grupos y nueve subgrupos:
- Cadena Settepani-Carmo-Armetta (A)
  - Grupo del Monte Settepani (A.1)
    - Costiera Bric Quoggia-Monte Alto (A.1.a)
    - Costiera del Monte Settepani (A.1.b)
    - Costiera Bric dei Pinei-Rocca Roluta (A.1.c)
    - Costiera del Bric Gettina (A.1.d)

  - Grupo del Monte Carmo (A.2)
    - Costiera del Monte Carmo (A.2.a)
    - Dorsal Spinarda-Sotta (A.2.b)

  - Grupo Galero-Armetta (A.3)
    - Costiera Galero-Armetta (A.3.a)
    - Dorsal del Pizzo Castellino (A.3.b)
    - Dorsal della Rocca delle Penne (A.3.c)

## Cimas principales

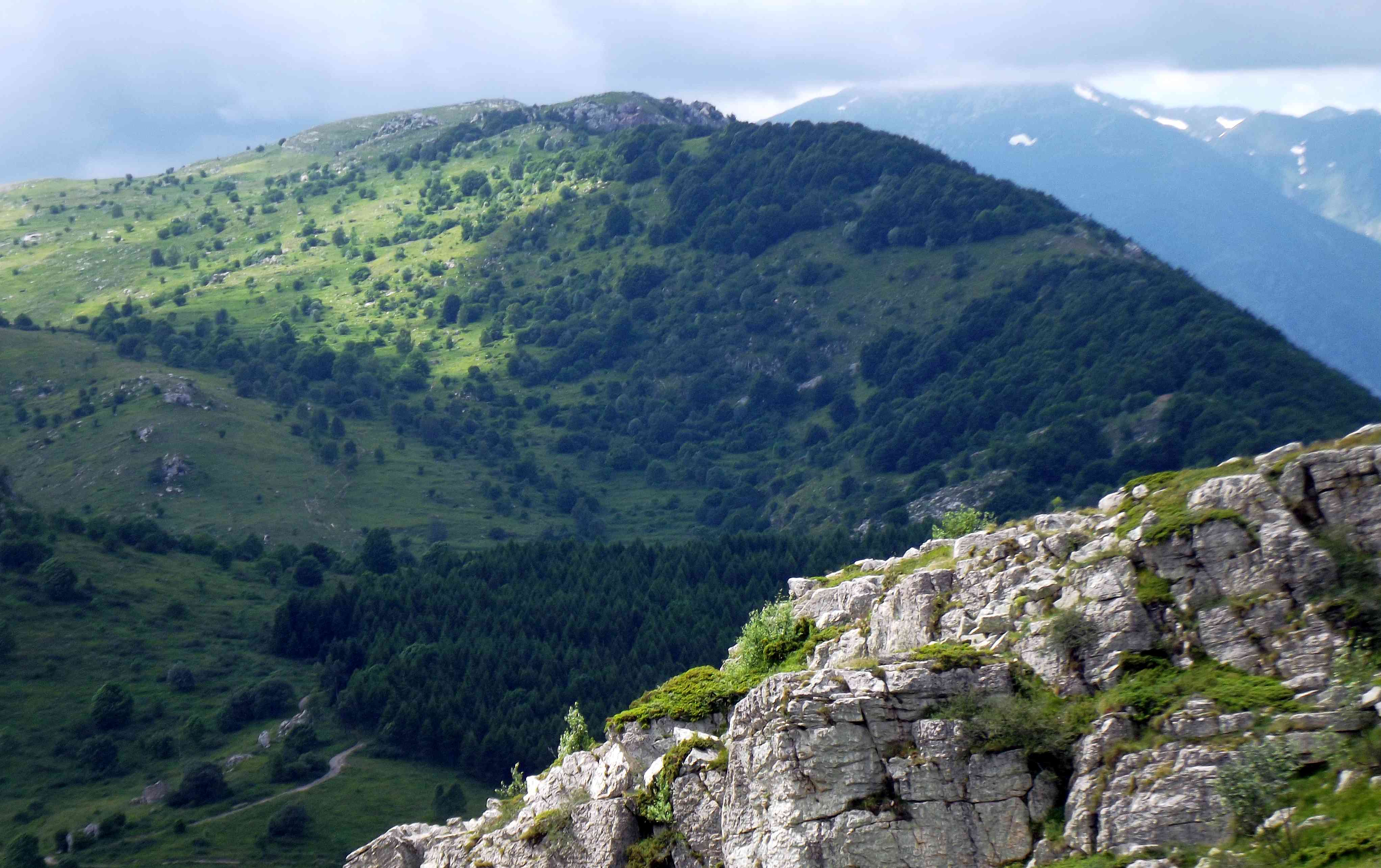
Monte Armetta

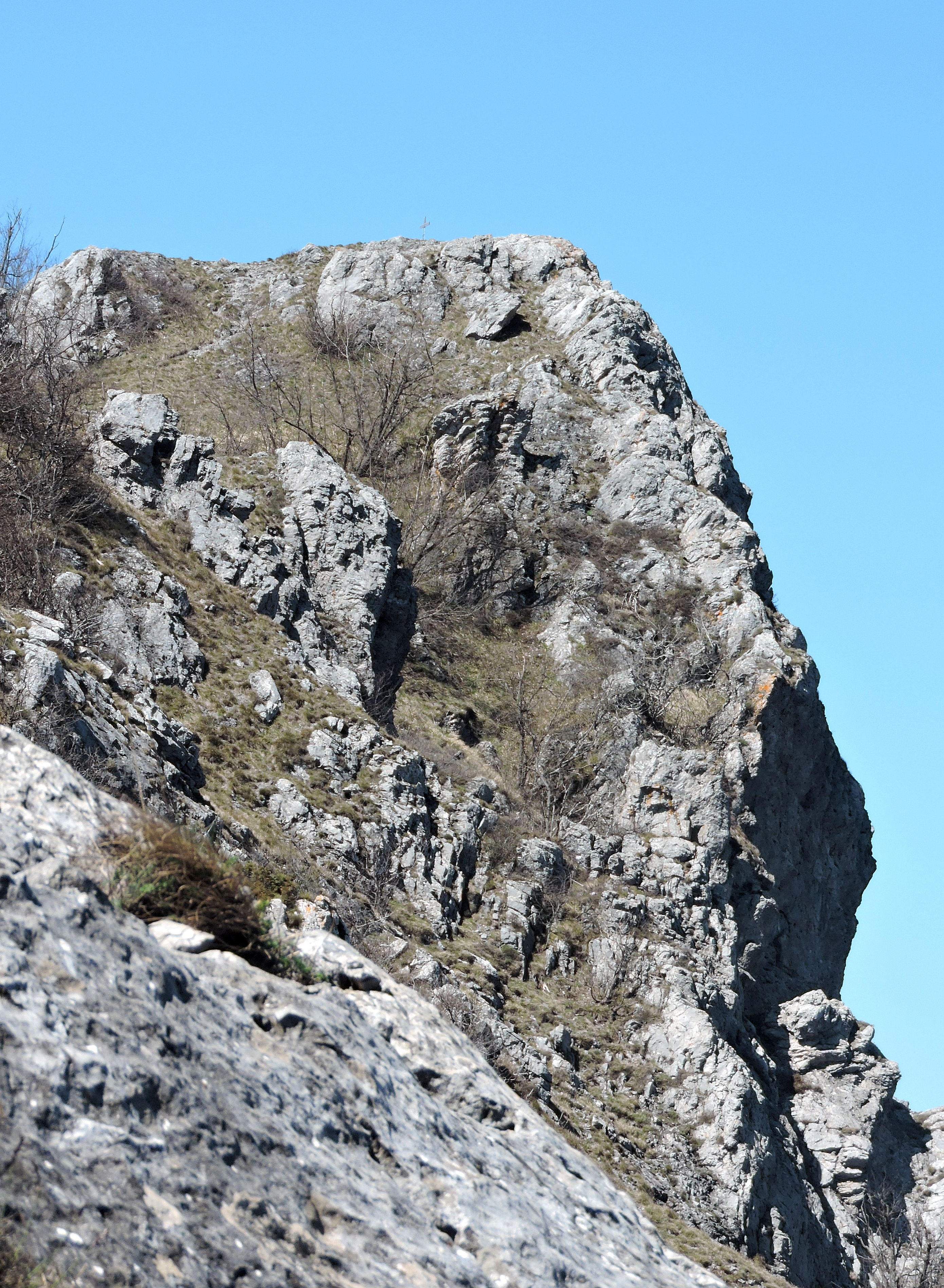
Rocca Barbena

Las montañas principales pertenecientes a los Prealpes Ligures son:
- Monte Armetta (1.739 m)
- Monte Galero (1.708 m)
- Monte Dubasso (1.538 m)
- Rocca delle Penne (1.502 m)
- Pizzo delle Penne (1.488 m)
- Monte Carmo di Loano (1.389 m)
- Monte Settepani (1.386 m)
- Monte Scalabrino (1.377 m)
- Monte Spinarda (1.357 m)
- Bric Agnellino (1.335 m)
- Ronco di Maglio (1.108 m)